# Zoropsis pekingensis
Espèce
Zoropsis pekingensis est une espèce d'araignées aranéomorphes de la famille des Zoropsidae.

## Distribution
Cette espèce est endémique de Chine. Elle se rencontre à Pékin et au Hebei.

## Description
Le mâle décrit par Li, Hu et Zhang en 2015 mesure 10,46 mm et les femelles de 14,47 à 15,30 mm.

## Étymologie
Son nom d'espèce, composé de peking et du suffixe latin -ensis, « qui vit dans, qui habite », lui a été donné en référence au lieu de sa découverte, Pékin.

## Publication originale
- Schenkel, 1953 : Chinesische Arachnoidea aus dem Museum Hoangho-Peiho in Tientsin. Boletim do Museu Nacional do Rio de Janeiro, (N.S., Zool.), vol. 119, p. 1-108.